# 156 Dywizja Rezerwowa (III Rzesza)
156 Dywizja Rezerwowa (niem. 156. Reserve-Division) – jedna z niemieckich dywizji rezerwowych. Utworzona w październiku 1942 roku z przekształcenia 156 Dywizji Zapasowej. W lutym 1943 roku przerzucona na południe od Calais, użyta do obrony wybrzeża. W lutym 1944 roku przekształcona w 47 Dywizję Piechoty. Podlegała LXXXII Korpusowi Armijnemu 15 Armii z Grupy Armii D.  
Dowódcy:
- październik 1942 – lipiec 1943: Generalleutnant Richard Baltzer
- lipiec – wrzesień 1943: Generalmajor Johannes Nedtwig
- wrzesień – grudzień 1943: Generalleutnant Richard Baltzer
- grudzień 1943 – luty 1944:  Generalleutnant Otto Elfeldt

Skład:
- 26 Rezerwowy Pułk Grenadierów
- 227 Rezerwowy Pułk Grenadierów
- 254 Rezerwowy Pułk Grenadierów
- 26 Rezerwowy Pułk Artylerii
- 1056 Szwadron Cyklistów
- oddziały zaopatrzenia